# Batara rousset
Thamnistes anabatinus
Espèce
Statut de conservation UICN

 LC  : Préoccupation mineure
Le Batara rousset (Thamnistes anabatinus) est une espèce de passereaux de la famille des Thamnophilidae.

## Description
Le Batara rousset mesure environ 15 cm. Il a le dessus brun qui vire au roux sur les ailes et la queue. L'iris est noir surmonté d'un sourcil chamois. Le dessous est olive. Les deux sexes sont semblables mais le mâle possède une tache orangée au centre du dos.

## Alimentation
Il se nourrit d'insectes qu'il attrape sur le feuillage des arbres.

## Répartition
On le trouve sur l'ensemble de l'Amérique centrale, à l'exception du Salvador mais également en Colombie, au Venezuela, en Équateur, au Pérou et en Bolivie. Il fréquente principalement les bois semi-ouverts.

## Nidification
Le nid, peu profond, est installé au haut d'un arbre. La femelle y pond 2 œufs qui seront couvés par les deux parents.

## Sous-espèces
D'après la classification de référence (version 5.2, 2015) du Congrès ornithologique international, cette espèce est constituée des sept sous-espèces suivantes (ordre phylogénique) :
- Thamnistes anabatinus anabatinus P.L. Sclater & Salvin, 1860
- Thamnistes anabatinus saturatus Ridgway, 1908
- Thamnistes anabatinus coronatus Nelson, 1912
- Thamnistes anabatinus intermedius Chapman, 1914
- Thamnistes anabatinus gularis W.H. Phelps & W.H. Phelps Jr, 1956
- Thamnistes anabatinus aequatorialis P.L. Sclater, 1862
- Thamnistes anabatinus rufescens Cabanis, 1873